# چاکیل‌دره (گوله)
چاکیل‌دره (به ترکی استانبولی: Çakıldere، به ارمنی: Օռա-Քիլիսա) یک منطقهٔ مسکونی در ترکیه است که در گوله (شهر) واقع شده‌است.